# Cyclopeltis presliana
Cyclopeltis presliana là một loài dương xỉ thuộc họ Lomariopsidaceae. Loài này được John Smith mô tả khoa học đầu tiên năm 1841.